# 秋田市民市場

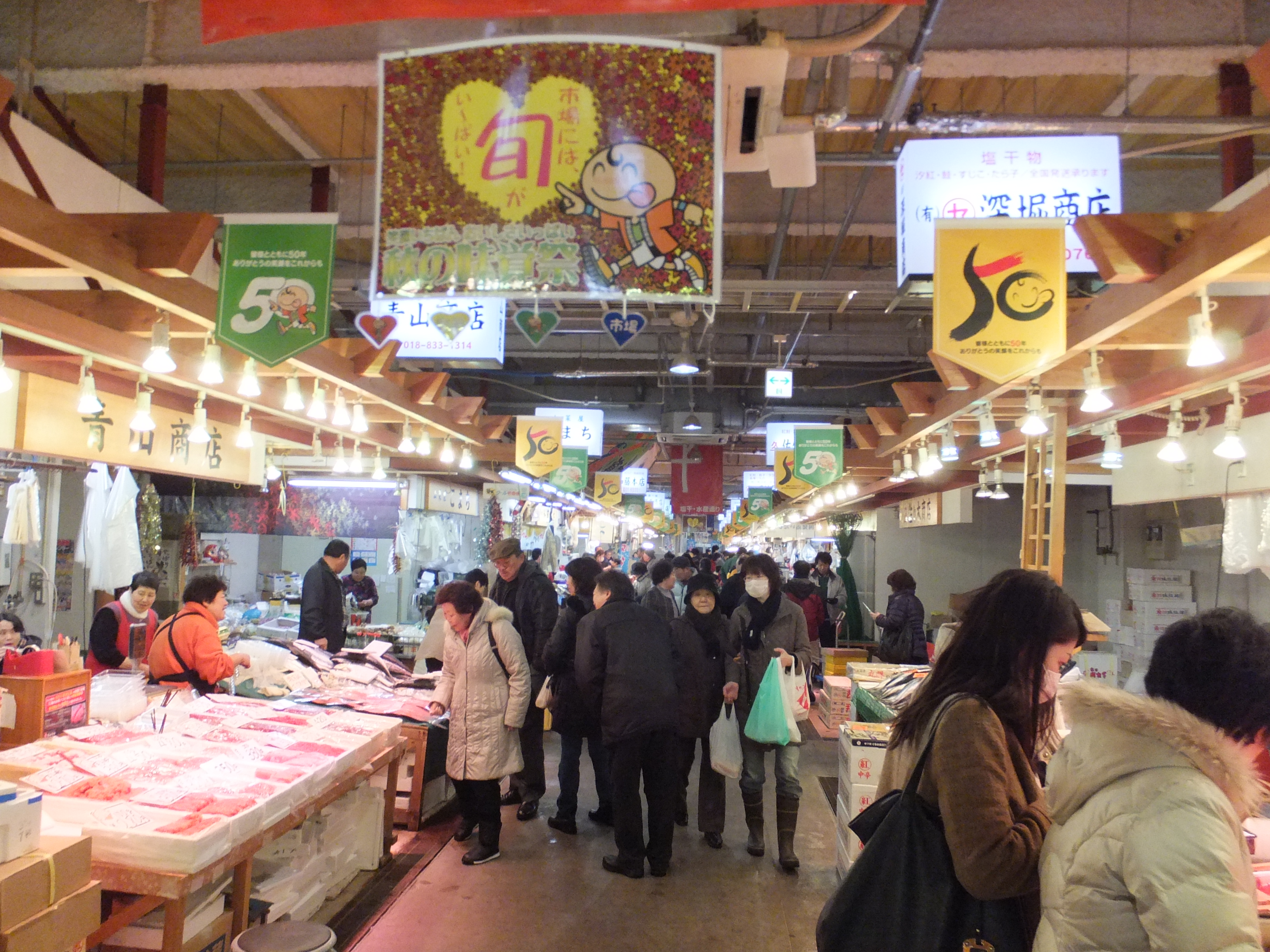
年の瀬の買物風景（2012年12月29日）

協同組合秋田市民市場（きょうどうくみあいあきたしみんいちば）は秋田市中心部の秋田駅近傍にある商店連合の事業協同組合。

## 概要
地元住民の生活を担い、秋田の台所と称されていた時代もあるなど歴史は古く、秋田市外からの買い物客も多い。店の形式は大きな市場の建物の中に青果、鮮魚、海産物、雑貨、精肉、日用品、衣服、食堂などの個人商店がテナント入居している。全盛期は週末などになると歩くのが困難になるほど買い物客が押し寄せていたが現在は買い物志向の変化や近くの秋田ショッピングセンター（現在のフォンテAKITA）、秋田西武などに客が流れたことや後継者の不足により出店数は減少している。
1951年に、朝倉市民市場として開設。その初代建物はかまぼこのような建物2つとそれをつなぐ建物が位置しており、北側のかまぼこが鮮魚、海産品のエリア、南側のかまぼこが青果のエリアで、間の建物には日用雑貨の店などが入居し、一時期は福島県のスーパー、「ライオンドー」（現リオン・ドール）が日用品限定で出店をしていた。
しかし、建物の老朽化や前述の理由によるテナントの減少、不衛生と陰口をたたかれたトイレ、暗い内装などから立替の要望などが高まったことで2001年に全面的な立替工事を実施。かまぼこ型建物をひとつずつ壊していき全面の営業休止を避けるように工事を行った。
立て直された市場は2階建てになり、コンパクトにテナントがまとまったほか、サンクス（現在はファミリーマート）やダイソーなどもテナント入りして普段市場を利用しない人にも配慮したつくりになった。

## データ
- 営業日 月曜 - 土曜
- 休場日 日曜日と一部の祝日
- 営業時間 5：00 - 18：00